# Paepalanthus manicatus
Paepalanthus manicatus är en gräsväxtart som beskrevs av Viggo Albert Poulsen och Gustaf Oskar Andersson Malme. Paepalanthus manicatus ingår i släktet Paepalanthus och familjen Eriocaulaceae. Inga underarter finns listade i Catalogue of Life.